# 彩月ちさと
彩月 ちさと（さつき ちさと、5月1日 - ）は、日本の女性声優。福島県中通り出身。INSPIONエージェンシー所属。

## 人物
旧芸名は五月ちさと。2017年3月28日からフェザードを離れフリーとなり、芸名を現在の彩月ちさとに改名。2020年4月1日、オフィス・フローレス(現INSPIONエージェンシー)所属となった。
趣味は御朱印集め、本、カフェ。図書館司書資格保有。

## 出演

### テレビアニメ
- ハイスクール・フリート（2016年、勝田聡子[5]）
- Engage Kiss（2022年、友人A）
- BLEACH 千年血戦篇-相剋譚-（2024年、市民）

### 劇場アニメ
- 劇場版 ハイスクール・フリート（2020年、勝田聡子[6]）

### OVA
- ハイスクール・フリート（2017年、勝田聡子）
- 幽☆遊☆白書 TWO SHOTS（2018年、クラスメート）

### ゲーム
2010年代
- 絶望する白銀少女（2016年、雪宮雫）
- 九十九姫（2016年、大葉刈）
- 侵攻のオトメギアス（2017年、オリヴィア）
- トリックスター〜召喚士になりたい〜（2017年、天使ロミ）
- A3!（2018年、観客、幼稚園の先生、テーマパークのアナウンス、泉田小百合〈莇の母〉、兵頭九門〈幼少時〉）
- ハイスクール・フリート 艦隊バトルでピンチ!（2019年、勝田聡子）

2020年代
- クローザーズ（2020年、ソーマ）
- 魔界戦記ディスガイア6（2021年、リレイザ）
- ステラメイデン（2021年、アルフェラッツ、アクベンス、スピカ）
- ロックマンX DiVE（2022年、アンジュピトール）

### ドラマCD
- NRPC 水戸黄門（2015年、お小夜）
- めぐる めぐりて あやかし噺（2019年、雨宮奏空）